# Robert Nixon
Robert Henry „Bob“ Nixon (* 18. Juli 1954 in Syracuse, New York) ist ein US-amerikanischer Filmregisseur, Filmproduzent, Autor und Naturschützer, der 1990 für einen Oscar nominiert war.

## Biografie

### Herkunft und Bildung
Nixons Vater Robert arbeitete als leitender Angestellter bei Chrysler, seine Mutter Agnes hatte die Idee zu den Seifenopern Liebe, Lüge, Leidenschaft und All My Children. Sie war eine der ersten, die mit ihren Ideen soziales Bewusstsein ins tägliche Fernsehen brachte. In einem Vorort von Philadelphia aufgewachsen, schwebte Nixon vor, Feldbiologe zu werden. Im Rahmen seines Studiums an der Episcopal Academy führte ihn sein Weg nach England, wo er als Falknerlehrling bei Master Falconer Phillip Glasier tätig war. Im Anschluss daran besuchte er den Regenwald von Guyana, um Studien über den wenig bekannten Prachtadler und den Harpyienadler zu betreiben und die Tiere zu fotografieren. Nachdem er zurück in Amerika war, rief Nixon ein Raubvögel-Aufklärungsprogramm im The Wildlife Preserve ins Leben. Zur Seite stand ihm dabei der Falknermeister Jim Fowler, der auch Co-Moderator der Tierdokumentation Im Reich der wilden Tiere war.

### Filmkarriere
Mitte der 1970er-Jahre begann der professionelle Falkner Nixon seine Filmkarriere. So drehte er ab 1976 Dokumentationen für die American-Sportsman-Serie von ABC. Über die Zoologin Dian Fossey drehten Nixon und sein Filmteam 1979 einen Dokumentarfilm in Ruanda. Nixon kam mit Fossey überein, ihre Geschichten kostenlos verfilmen zu dürfen. Die Zoologin und Verhaltensforscherin verlangte jedoch, dass er ihre Arbeit ein Jahr lang aktiv unterstützt. Nachdem Fossey 1985 ermordet worden war, zeigten verschiedene Filmstudios Interesse daran, ihr Leben zu verfilmen. Es entstand das Filmdrama Gorillas im Nebel (1988) mit Sigourney Weaver in der Titelrolle. Nixon war einer der Produzenten des Films. Es folgte 1989 der Kurzfilm Amazon Diary, für den Nixon das Drehbuch schrieb, Regie führte und als Produzent auftrat. Der im Amazonasgebiet gedrehte Film beschäftigt sich mit der Geschichte der Kayapó-Indianer, ihrer Beziehung zum Harpyienadler und ihrem Kampf um den Schutz des Regenwaldes. Für diese Arbeit wurde Nixon 1990 für einen Oscar nominiert, der jedoch an James Hendrie und dessen Film Work Experience ging. Hendrie thematisiert in seinem Film einen Mann auf Arbeitssuche, der jedoch nur daran interessiert ist, Arbeitserfahrungen (Work Experience) zu sammeln und, kaum möchte man ihn einstellen, verschwindet, um sich einem ganz anderen Tätigkeitsfeld zuzuwenden.
Auch Nixons weitere Filme konzentrierten sich auf Themen, die im Zusammenhang mit Naturschutz, Ökologie und Umweltaktivismus stehen. In dem Dokumentarfilm America the Beautiful von 1990, der von Curt Gowdy moderiert wurde, steht der seinerzeitige amerikanische Präsident George H. W. Bush im Mittelpunkt. In der Dokumentation Endangered Species verarbeitete Nixon 2004 seine Erlebnisse am Anacostia River und den Versuch, mit Hilfe Freiwilliger den Fluss von Unmengen von Müll zu befreien. Ein biografisches Porträt der Ozeanografin und Öko-Aktivistin Sylvia Earle produzierte Nixon 2014 unter dem Titel Mission Blue. Der Film eröffnete das Santa Barbara International Film Festival 2014. In der 2017 entstandenen Dokumentation Sea of Hope folgt Nixon neben abermals Sylvia Earle dem Unterwasser-Fotografen Brian Skerry, dem Schriftsteller Max Kennedy und einer Crew jugendlicher Aquanauten auf ihrer einjährigen Suche nach Blue Parks in einer bisher ungesehenen amerikanischen Wildnis.

### Naturschutz
Nachdem Nixon Anfang der Neunziger Jahre einen Artikel über den zugemüllten Anacostia River in der New York Times gelesen hatte, der durch ein besonders armes Viertel in Washington, D.C. fließt, entschloss er sich, ein Umweltjahr einzulegen, wobei er arbeitslose Jugendliche vor Ort dazu animierte, ihrem Fluss zu helfen.
Nachdem Nixon von Malibu nach Washington gezogen war, erhielt er von der Coors Foundation einen Zuschuss von 50.000 US-Dollar, um das Earth Conservation Corps wiederzubeleben, eine ins Stocken geratene innenpolitische Initiative, über die Nixon mit Präsident Bush gesprochen hatte. Das Projekt um die Bereinigung des Flusses wurde später mit der Wiederbepflanzung von Feuchtgebieten, der Wiederherstellung von Flusslebensräumen und der Schaffung von Parks und Wegen weiter ausgedehnt. Weitere Tätigkeiten kamen hinzu. Die Mitglieder des Earth Conservation Corps gelten als beispielhaft für das Engagement von Minderheiten im Umweltbereich. Nixon, der eigentlich nur ein Jahr für das Projekt aufwenden wollte, ist seit mehr als zwanzig Jahren der Leiter der Gruppe. Inspiriert von den Auswirkungen des Earth Conservation Corps gründete Nixon Wings Over America, eine gemeinnützige Organisation, die im Rahmen eines Rehabilitationsprogramms verurteilte Jugendliche mit verletzten Greifvögeln zusammenbringt. Er ist zudem der Gründer der Long Island Sound Keeper Patrol sowie Gründer und Mitglied der Connecticut Fisherman’s Association und Bezirksmitglied der African Wildlife Foundation. Mit seiner Arbeit als Naturschützer und Aktivist erregte Nixon große Aufmerksamkeit in der Öffentlichkeit und wurde in diversen Publikationen, wie beispielsweise im Time Magazin, der Washington Post, der Los Angeles Times und der New York Times vorgestellt.

### Verbindungen
Nixon und seine Frau Sarah Thorsby Guinan, mit der er seit 1994 verheiratet ist, leben in Washington, D.C. und Martha’s Vineyard, wo sie Cottages und Restaurant besitzen. Guinan ist Regisseurin und führt eine Filmproduktionsfirma. Das Paar hat drei Kinder. Auch Jack, einer der Söhne, unterstützt verschiedene ihrer Projekte.

## Filmografie (Auswahl)
- 1977: The Falconer (Dokumentar-Kurzfilm; Kameramann, Autor, Regie)
- 1978: So long Lady (Fernsehdokumentation; Autor, Regie)
- 1979: Africa: The Ende of the Game (Fernsehdokumentation; Produzent)
- 1980: Japanese Long Line Tuna Fishing (Fernsehdokumentation; Produzent)
- 1980: Fossey’s War (Kurzdokumentation; Regie, Autor, Produzent)
- 1982: On the Trail of the Giant Panda (Dokumentation; Regie)
- 1987: If I Can Do This… I Can Do Anything (Dokumentation; Regie, Produzent)
- 1988: With Peter Beard in Africa: Last Word from Paradise (Dokumentation; Regie)
- 1988: Elephant Diary (Kurzfilm; Regie)
- 1988: Sea Turtles: Ancient Nomads (Fernsehdokumentation; Regie, Produzent, Autor)
- 1988: Gorillas im Nebel (Gorillas in the Mist; Co-Produzent)
- 1989: Amazon Diary (Kurzfilm; Regie, Produzent)
- 1990: America the Beautiful (Fernsehdokumentation; Regie, Produzent, Autor)
- 1991: The Last Riverman (Feature-Dokumentation; Regie, Produzent)
- 2004: Endangered Species (Feature-Dokumentation; Regie, Produzent)
- 2007: The Lord God Bird (Feature-Dokumentation; Produzent)
- 2012: Great White HighwaylShark Week (Fernsehdokumentation; Regie, Produzent)
- 2012, 2016: Shark Week Blue (Fernsehdokumentation,
Folgen Great White Highway + Blue Serengeti; Regie, Produzent, Autor)
- 2013: American Heroes Saltwater Challenge (Fernsehdokumentation; Regie, Produzent)
- 2014: Mission Blue (Feature-Dokumentation; Regie, Produzent)
- 2017: Sea of Hope (Dokumentation; Autor, Produzent, Regie)

## Auszeichnungen (Auswahl)
Oscarverleihung 1990: Nominierung für und mit dem Film Amazon Diary
- ausgezeichnet mit dem Harvard Foundation Award 2001

Hot Docs Canadian International Documentary Festival 2014
- nominiert für den Audience Award gemeinsam mit Fisher Stevens für und mit dem Film Mission Blue

News & Documentary Emmy Awards 2015
- nominiert für den Emmy gemeinsam mit weiteren Produzenten für und mit dem Film Mission Blue